# Vrni se
Vrni se (špansko Volver) je španski film iz leta 2006, ki ga je režiral Pedro Almodóvar. Na Filmskem festivalu v Cannesu je prejel dve nagradi: za najboljšo žensko vlogo in najboljši scenarij. Prejel je tudi nominacijo za oskarja.